# Sound Rush

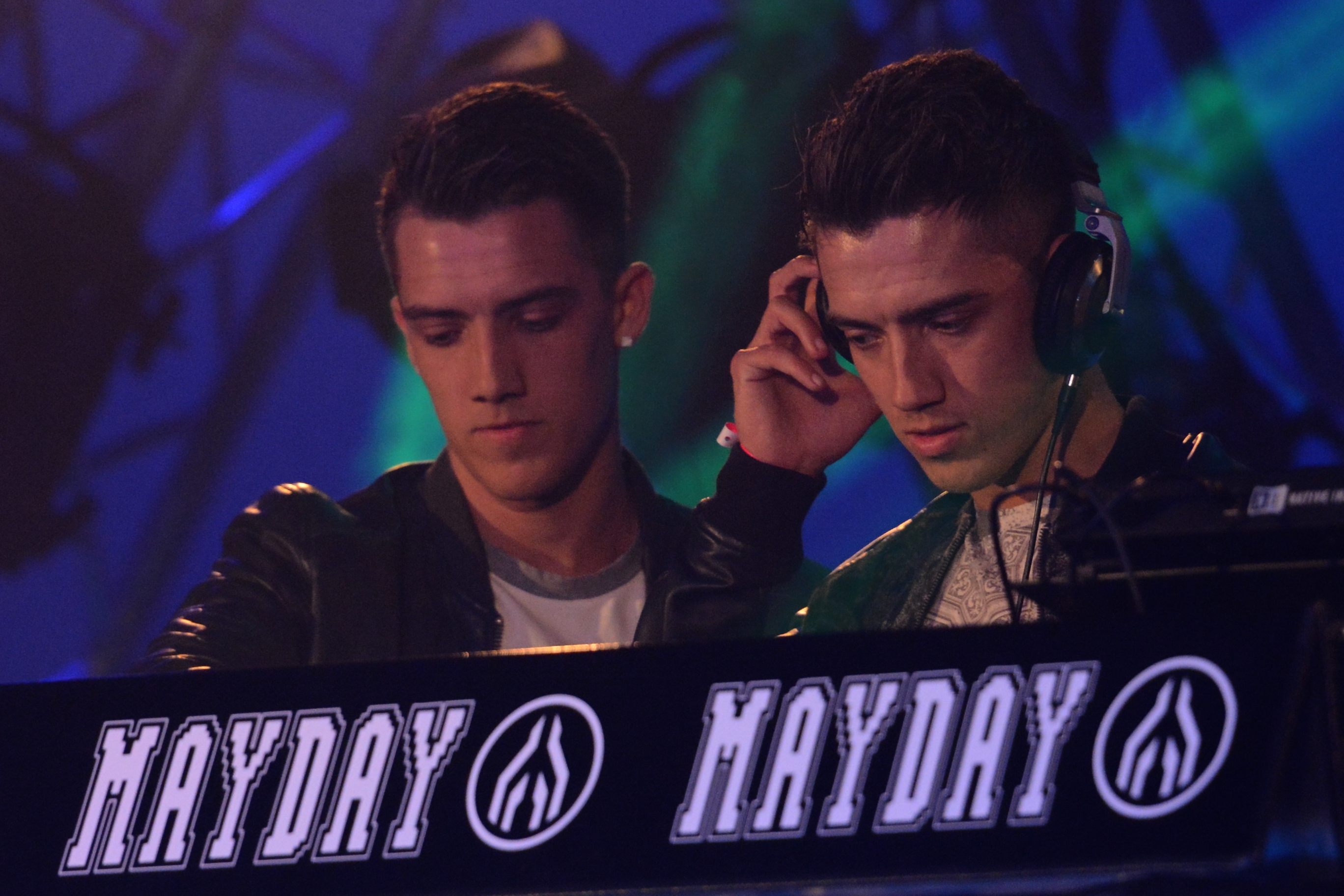
Sound Rush beim Mayday 2014

Sound Rush ist ein niederländisches Hardstyle DJ- und Produzenten-Duo, das aus den Zwillingsbrüdern Jeroen und Martijn Boeren (* 18. Juli 1991 in St. Willebrord) besteht. Von 2007 bis 2014 waren die beiden unter dem Namen Sound Rusherz aktiv.

## Geschichte
Der erste bekanntere Track ist Froz3n aus dem Jahr 2014.  In den folgenden Jahren arbeiteten sie mit anderen Hardstyle-Künstlern zusammen, darunter Headhunterz, Wildstylez und D-Block & S-te-Fan. Sie traten außerdem auf einigen größeren Hardstyle-Festivals auf, darunter Defqon.1, Qlimax, und dem Tomorrowland. Im Jahr 2020 veröffentlichen sie ihr erstes physisches Album Brothers.
Im Jahr 2023 gründeten sie ihr eigenes Label „Destination“. Als erstes Lied unter Destination veröffentlichten Sound Rush am 30. Juni 2023 ihren gleichnamigen Track mit Maikki. Am 5. Juli 2024 veröffentlichte das Duo sein zweites Album Destination. Das Album enthält auch die offizielle Hymne der Defqon.1 2024, Power Of The Tribe, welche von Sound Rush produziert wurde.

## Diskografie (Auswahl)

### Alben
- 2020: Brothers (Album)
- 2024: Destination

### Singles und EPs
- 2015: Froz3n
- 2017: Live The Moment (feat. Michael Jo)
- 2018: Take It All (feat. Michael Jo)
- 2019: Brothers
- 2020: Victorious (feat. Diandra Faye)
- 2021: Darkest Hour (The Clock) [mit Headhunterz]
- 2022: Rhythm of the Night (feat. Atmozfears)
- 2024: Power of the Tribe (Defqon.1 Anthem 2024)